# Балон
Балон је флексибилна кеса која се може надувати гасом попут хелијума, водоника, азотсубоксида, кисеоника, ваздуха. За посебне потребе, балони се могу напунити димом, водом, зрнастим материјалима (нпр. песком, брашном или пиринчем) или изворима светлости. Савремени балони израђени су од материјала као што су гума, латекс, неопрен или најлонска тканина, а могу се направити у различитим бојама. Некада су се балони правили и од сушених бешика животиња, попут свињске бешике. Неки балони се користе у декоративне или забавне сврхе, док се други користе у практичне сврхе као што су метеорологија, медицина, у војне сврхе или за превоз. Захваљујући ниској цени и малој густини, балони имају широку примену.
Гумени балон изумео је енглески научник Мајкл Фарадеј 1824. године, током експеримената са различитим гасовима. Изумео их је за употребу у лабораторији.

## Примена
Декорација и забава
Балони се користе за украшавање рођендана, венчања, школских догађаја и за друга свечана дружења. У изради декорација користе се округли балони и цевасти балони. Балони се углавном пуне хелијумом, али се у последње време води брига о томе да се балони чешће пуне ваздухом, јер је хелијум необновљив. Најчешћи украси који се праве од балона су лукови, стубови, букети и скулптуре. Балони се пуне устима, ручном или електричном пумпом или компресором са одговарајућим гасом. Гумени и еластични балони пуњени хелијумом задржавају пун облик око један дан, јер атоми хелијума излазе кроз поре латекса које су веће од атома хелијума. Балони пуњени ваздухом могу до недељу дана да задрже облик и величину.
Крајем 70-их година 20. века, почели су да се производе балони од фолије, штампани у боји. Ови балони дуже могу да издрже пуњење хелијумом, али често изазивају незгоде са далеководима.
Због могућих проблема које балони могу изазвати, поједине државе усвојиле су законску регулативу у вези продаје и начина коришћења и одлагања балона.
Моделирање и употреба у уметности
Уметници са балонима су забављачи који увијају и везују надуване цевасте балоне у скулптуре попут животиња. Балони који се користе за скулптуру израђени су од екстра растегљиве гуме, тако да се могу увијати и везати без пуцања. Декоратери могу користити хелијумске балоне за израду скулптура из балона. Обично се округли облик балона ограничава на једноставне лукове или зидове, али повремено се праве и скулптуре. Такође је уобичајено да се балони користе као украси стола за свечане догађаје. Стони украси се обично праве са три или пет балона на сваком букету. Везују се траком на чијем је крају неки тежи предмет да балони не лебде даље.

## Балони за летење
Балон је аеростатички ваздухоплов без властитог погона, чији је главни део испуњен гасом лакшим од ваздуха. Одржава се у ваздуху помоћу разлике у специфичној тежини спољног ваздуха и унутрашњег гаса. Унутрашњи гас је обично водоник, хелијум, или врући ваздух (који је мање специфичне густине од околног атмосферског).

## Употреба у медицини
Ангиопластика је хируршки поступак током кога се врло мали балони убацују у блокиране или делимично блокиране крвне судове у близини срца. Балони се користе у медицини и као катетери и за заустављање крварења у шупљим унутрашњим органима.